# La Forêt-le-Roi
La Forêt-le-Roi település Franciaországban, Essonne megyében. Lakosainak száma 493 fő (2022. január 1.). La Forêt-le-Roi Roinville, Boutervilliers, Boissy-le-Sec, Les Granges-le-Roi és Richarville községekkel határos.

## Népesség
A település népességének változása:
| Lakosok száma | 505  | 517  | 528  | 524  | 521  | 519  | 510  | 502  | 493  |
|               | 2013 | 2015 | 2016 | 2017 | 2018 | 2019 | 2020 | 2021 | 2022 |